# Désirée Bethge
Désirée Bethge (* 1952 in Frankfurt am Main) ist eine deutsche Fernsehjournalistin und Medientrainerin.

## Leben
Bethge studierte von 1977 bis 1982 an der Universität Tübingen sowie in Frankfurt und Paris und schloss ihr Studium der Germanistik und Romanistik 1981 mit dem Magister ab. Danach arbeitete sie von 1983 bis 1985 als Regieassistentin an den Städtischen Bühnen Frankfurt. Nach Sprechausbildung und Körpertraining wechselte sie als Radio-Mitarbeiterin zum Hessischen Rundfunk. 1984 wurde sie Sprecherin und Moderatorin beim regionalen Nachrichtenmagazin Hessenschau. 1985 moderierte sie zusammen mit Charly Weiss die SWF-Talkshow Europalaver und von 1987 bis 1990 mit Jan Hofer Show Biss bei Hessen 3. Daneben wirkte sie ab 1986 in der Redaktion von 9 Aktuell des Süddeutschen Rundfunks.
Größere Bekanntheit erlangte sie 1988 durch die Moderation des Politmagazins ZAK des WDR. So schrieb die Zeitschrift Vogue, Désirée Bethge sei „in der deutschen Medienlandschaft ohne Konkurrenz, was Intelligenz, Charme und Innovation betrifft.“ 1990 moderierte sie stern TV  (RTL) und 1996 Focus TV (ProSieben) sowie 7 1/2 (Arte). Zudem war Bethge Nachrichtensprecherin der ersten Ausgabe von punktvox beim Sendestart von vox am 25. Januar 1993 um 17 Uhr.
1999 gründete Bethge die Firma ImageX Désirée Bethge TV-Coaching. Gemeinsam mit ihrem Ehemann, dem ehemaligen ProSieben-Chef Gerd Berger, veranstaltete sie Wochenendseminare für Menschen vor der Kamera. Später coachte sie angehende Trainer, Führungskräfte, Berater und Personalentwickler unter dem Dach der Fun-Time-Sport (FTS) und schrieb regelmäßig für die Zeitung Der Tagesspiegel.
Bethge wirkt in verschiedenen Unternehmen als Burnout-Therapeutin, Angst/Stress-Therapeutin, Coach für Auftritt und Businesskommunikation und Systemischer Coach.

## Auszeichnungen
- Adolf-Grimme-Preis 1989: Adolf-Grimme-Preis mit Silber (Moderation für die Sendereihe ZAK, WDR)